# The Last Voyage of the Demeter
The Last Voyage of the Demeter är en amerikansk skräckfilm från 2023. Filmen är regisserad av André Øvredal, och den är baserad på ett enda kapitel ifrån Bram Stokers roman Dracula från 1897. Huvudrollerna spelas av Corey Hawkins, Aisling Franciosi, Liam Cunningham och David Dastmalchian. Filmen hade biopremiär i USA den 11 augusti 2023.

## Handling
Filmen utspelar sig ombord på fartyget Demeter som chartrats för att frakta 24 omärkta trälådor från Carpathia till London. Filmen kretsar kring hur den dödsdömda besättningens kämpar för sin överlevnad. Varje natt förföljs de överlevande av något hemskt ända fram till dess fartyget anländer Whitby Harbour övergivet.

## Rollista (i urval)
- Corey Hawkins – Clemens
- Aisling Franciosi – Anna
- Liam Cunningham – Kaptenen på Demeter.
- David Dastmalchian – Wojchek
- Javier Botet – Dracula
- Jon Jon Briones
- Stefan Kapičić
- Nikolai Nikolaeff
- Woody Norman
- Chris Walley
- Nicolo Pasetti